# Ubá
Ubá este un oraș în Minas Gerais (MG), Brazilia.